# 杨辉 (1929年)
杨辉（1929年10月—2017年9月11日），曾用名杨繁德，男，山东莱州人，中华人民共和国政治人物，曾任天津市政协副主席。

## 生平
1929年10月生于今山东省莱州市。抗日战争时期，宣传中国共产党的抗日主张。1945年8月考入哈尔滨医科专科学校医药专业学习，1946年9月弃学参加中国共产党领导的革命工作，1947年6月加入中国共产党。历任黑龙江省哈尔滨市顾乡区政府股长、街长，中共哈尔滨市委党校干事、副班主任，中共哈尔滨市委宣传部副科长、科长、学校教育处副处长、处长，中共哈尔滨市委文教部高教处处长，黑龙江省文教局大学组组长，黑龙江省政府文教办副主任、高校招生委员会常务副主任、黑龙江省哲学社会科学委员会副会长、黑龙江省高教学会会长等职。其间，1958年被划为“右派分子”，后在“文化大革命”期间受冲击，1979年2月撤销处分并恢复名誉。
1983年3月，杨辉调到天津市工作，至1991年历任天津大学党委副书记、书记。任内落实中国共产党的知识分子政策，组织制定并完善了党委会议制度和党委、行政两套班子碰头会等制度，坚持党的干部“四化”方针，充实了大批中青年干部。他组织开展了党政各部门和教师齐抓共管教书育人活动。他还大胆改革，推行岗位津贴，干部、教师聘任制，后勤服务社会化。他重视统一战线工作，建立并坚持民主党派联席会制度。他在《光明日报》、《中国高等教育》等报刊上发表了不少文章。
1984年，青岛大学筹建，天津市的南开大学和天津大学是青岛大学筹建阶段的重点支援学校。杨辉曾率天津大学代表团赴青岛，同青岛的党政领导商洽青岛大学建校和办学的事宜。
1988年5月，杨辉当选为政协天津市第八届委员会副主席。1989年5月，同时担任中共天津市委教卫工委书记。任内会同有关部门组织起草了《关于加强高等学校思想政治工作队伍建设的几点意见》，参与组织制定了《天津市创建国家卫生城市规划（1991—1995年）》。1993年，杨辉离开领导岗位。
2006年，杨辉出席了天津市“关心少年儿童健康行动计划”启动仪式。2008年，杨辉出席了关心下一代工作会议。
杨辉是中共天津市第五次、第六次、第七次代表大会代表，政协天津市第八届、第九届委员会委员。
2017年9月11日，杨辉在天津病逝，享年87岁。9月13日在天津市第一殡仪馆仙苑厅举行遗体告别仪式，遗体在天津火化。